# Heinrich August Ludwig Wiggers
Heinrich August Ludwig Wiggers (Altenhagen, 12 giugno 1803 – Gottinga, 13 febbraio 1880) è stato un farmacista tedesco.
Formatosi come farmacista, nel 1827 si trasferì all'Università di Gottinga, dove prestò servizio come assistente di laboratorio sotto il chimico Friedrich Stromeyer (1776-1835), e in seguito come assistente di Friedrich Wöhler (1800-1882) fino al 1849.
Nel frattempo conseguì il dottorato nel 1835, diventando successivamente docente privato (1837) e professore associato di farmacia (1848) all'università. Dal 1836 al 1850 fu vice ispettore generale, in seguito ispettore generale generale, di tutte le farmacie del Regno di Hannover (dopo il 1860, Principato di Lippe).

## Opere principali
- Inquisitio in Secale cornutum, Respectu inprimis habito ad ejus Ortum, Naturam et Partes constituentes nominatim eas, quibus Vires medicinales adscribendae sunt . Rosenbach, Gottingae [u.a.] 1831 Digital edition
- Die Trennung und Prüfung metallischer Gifte aus verdächtigen organischen Substanzen : mit Rücksicht auf Blausäure und Opium, 1835
- Grundriss der Pharmacognosie,  1840 Digital edition / Digital 2nd edition from 1847
- Handbuch der Pharmacognosie, 1864.[1] Digital edition